# Vincenzo Orlandini
Pour les articles homonymes, voir Orlandini.
Vincenzo Orlandini (né le 30 août 1910 à Rome et mort le 23 octobre 1961) était un arbitre italien de football.

## Biographie
De 1946 à 1960, il a arbitré les matchs de Serie A. Durant sa carrière, il a également abrité des matchs internationaux, lors de la Coupe du monde de football de 1954 ou de 1958 par exemple.

## Carrière
Vincenzo Orlandini a officié dans des compétitions majeures : 
- JO 1952 (3 matchs)
- Coupe du monde de football de 1954 (2 matchs)
- Coupe du monde de football de 1958 (1 match)
- JO 1960 (2 matchs)